# Leichtathletik-Weltmeisterschaften 2015/Teilnehmer (Panama)
| Gelbes Symbol für Goldmedaillen mit stilisierten Olympischen Ringen | Graues Symbol für Silbermedaillen mit stilisierten Olympischen Ringen | Braundes Symbol für Bronzemedaillen mit stilisierten Olympischen Ringen |
| ------------------------------------------------------------------- | --------------------------------------------------------------------- | ----------------------------------------------------------------------- |
| —                                                                   | —                                                                     | —                                                                       |

Der Leichtathletikverband Panamas nominierte drei Athleten für die Leichtathletik-Weltmeisterschaften 2015 in der chinesischen Hauptstadt Peking.

## Ergebnisse

### Männer

#### Laufdisziplinen
| Athlet        | Disziplin | Vorlauf | Vorlauf | Halbfinale | Halbfinale | Finale  | Finale |
| Athlet        | Disziplin | Zeit    | Platz   | Zeit       | Platz      | Zeit    | Platz  |
| ------------- | --------- | ------- | ------- | ---------- | ---------- | ------- | ------ |
| Alonso Edward | 200 m     | 20,11 s | 2       | 20,02 s    | 4          | 19,87 s | 4      |

### Frauen

#### Laufdisziplinen
| Athletin     | Disziplin        | Vorlauf      | Vorlauf | Halbfinale         | Halbfinale         | Finale             | Finale             |
| Athletin     | Disziplin        | Zeit         | Platz   | Zeit               | Platz              | Zeit               | Platz              |
| ------------ | ---------------- | ------------ | ------- | ------------------ | ------------------ | ------------------ | ------------------ |
| Yvette Lewis | 100 m Hürden     | 14,12 s      | 36      | nicht qualifiziert | nicht qualifiziert | nicht qualifiziert | nicht qualifiziert |
| Rolanda Bell | 3000 m Hindernis | 10:33,78 min | 42      |                    |                    | nicht qualifiziert | nicht qualifiziert |